# Ubaldo Soddu
Ubaldo Soddu (Salerno, 23 de julio de 1883 - Roma, 20 de julio de 1949) fue un oficial militar italiano, quien mandó las fuerzas italianas durante la Guerra greco-italiana durante un mes.

## Carrera militar
En 1939-1940 Soddu fue Secretario Adjunto en el Ministerio de Guerra. En noviembre de 1940 fue enviado a Albania a tomar el mando de las fuerzas italianas en lugar del General Sebastiano Visconti Prasca, quien había demostrado que era totalmente incompetente. Soddu mismo fue relevado del mando y sustituido por el Jefe del Estado Mayor General Ugo Cavallero sólo cuatro semanas más tarde, debido a su incompetencia en el cargo. 
- Datos: Q2576645
- Multimedia: Ubaldo Soddu / Q2576645